# 永寧縣 (建州)
永寧縣，北齐时设置的县。
本漢端氏縣地，後魏莊帝孝昌中於此置泰寧郡及東永安縣，北齊省郡而縣改為永寧，屬建州。隋朝開皇十八年（598年），改為沁水縣。故治在今山西省沁水縣。